# 北斗交流道
北斗交流道為臺灣國道一號銜接縣道150號的交流道，位於臺灣彰化縣埤頭鄉，本交流道亦有溪州連絡道至溪州鄉，指標為220k，與員林交流道同為彰化縣南部的主要聯外交流道。
由於北斗交流道位於埤頭鄉，埤頭鄉民曾爭取正名為埤頭交流道。
|        | 220 北斗 |  | 北斗 埤頭 |
| 高鐵站 | 220 北斗 |  |           |

## 溪州連絡道
溪州連絡道用於連結北斗交流道、縣道150號、縣道152號、台1線，與國道一號平行，全長3公里。

## 鄰近公路
- 台1線
- 縣道150號
- 縣道152號
- 彰181線
- 彰182線
- 彰183線

## 外部連結
- 國道一號北斗交流道示意圖 （页面存档备份，存于）（交通部高速公路局）
- 連絡道（页面存档备份，存于）（交通部高速公路局）